# لينكولن كيلباتريك
لينكولن كيلباتريك (بالإنجليزية: Lincoln Kilpatrick)‏ هو ممثل أمريكي، ولد في 12 فبراير 1932 في سانت لويس في الولايات المتحدة، وتوفي في 18 مايو 2004 في لوس أنجلوس في الولايات المتحدة بسبب سرطان الرئة.

## وصلات خارجية
- لينكولن كيلباتريك على موقع IMDb (الإنجليزية)
- لينكولن كيلباتريك على موقع ألو سيني (الفرنسية)
- لينكولن كيلباتريك على موقع ميوزك برينز (الإنجليزية)
- لينكولن كيلباتريك على موقع أول موفي (الإنجليزية)
- لينكولن كيلباتريك على موقع قاعدة بيانات برودواي على الإنترنت (الإنجليزية)
- لينكولن كيلباتريك على موقع قاعدة بيانات الأفلام السويدية (السويدية)
- لينكولن كيلباتريك على موقع قاعدة بيانات الفيلم (الإنجليزية)
- لينكولن كيلباتريك على موقع كينوبويسك (الروسية)